# Biserica de lemn din Valea

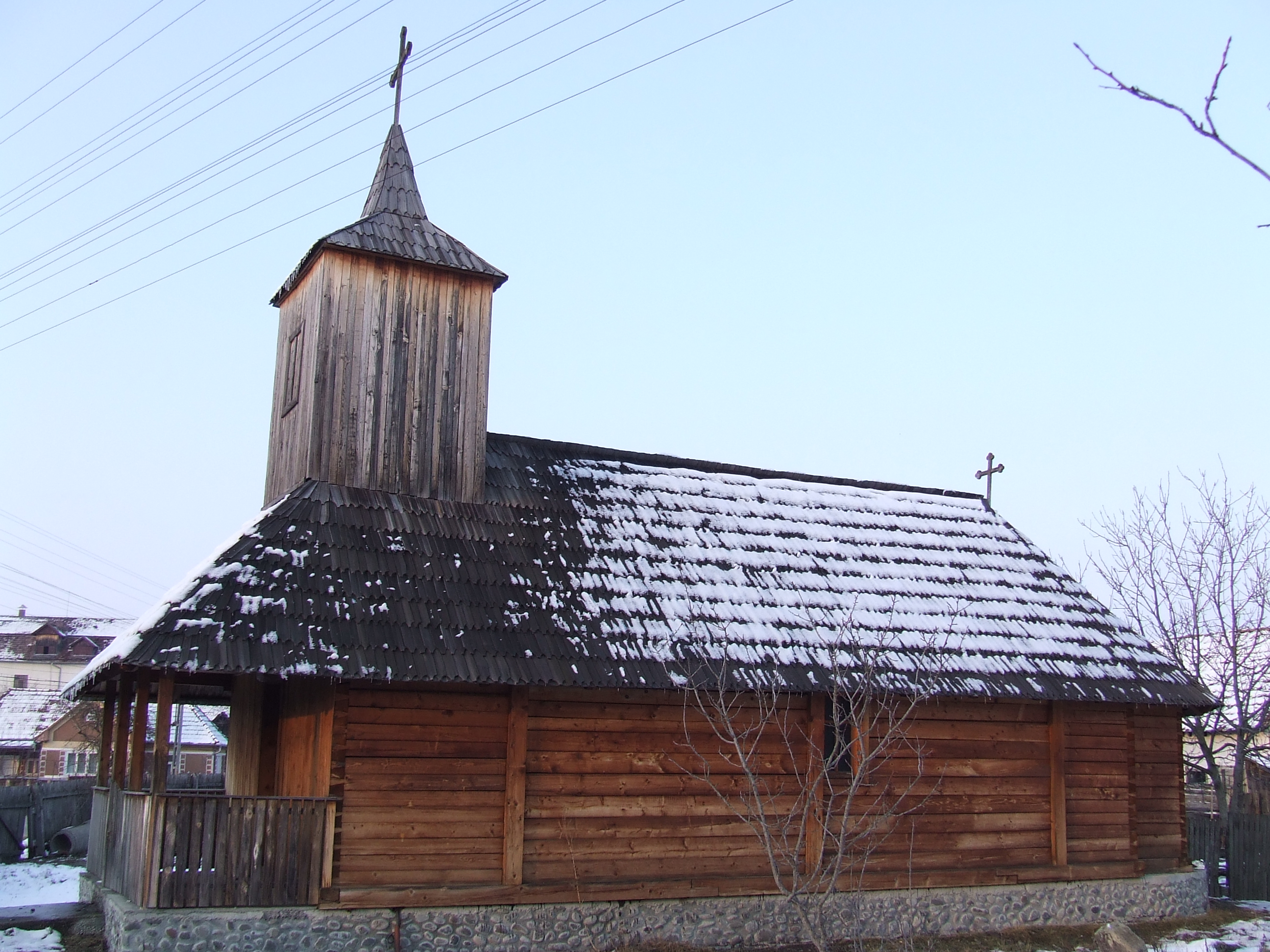
Biserica de lemn din Valea, judeţul Mureş - construită în locul vechii biserici de lemn arsă în anul 1990. Foto: martie 2010

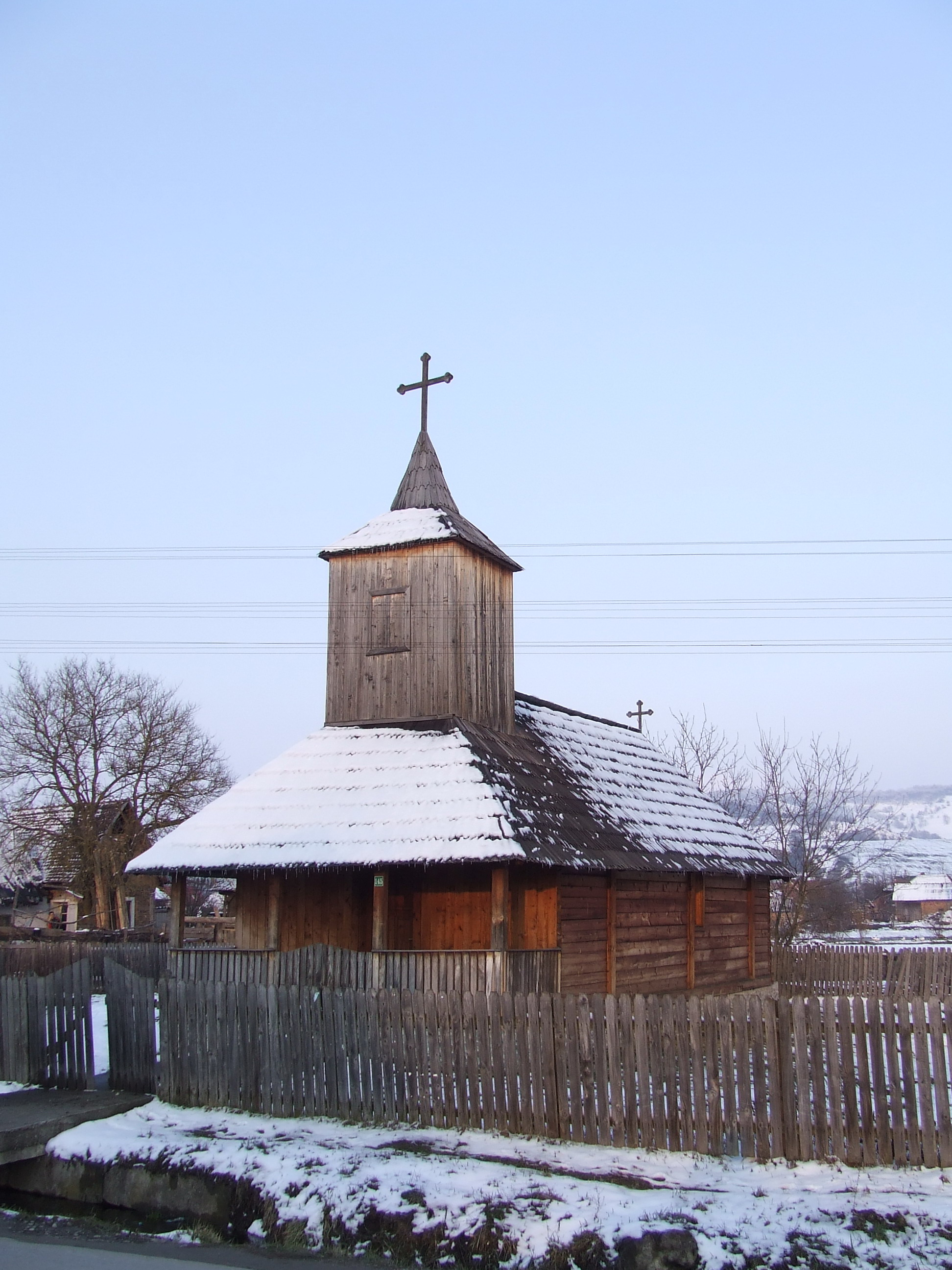
Biserica de lemn din Valea, judeţul Mureş. Foto: martie 2010

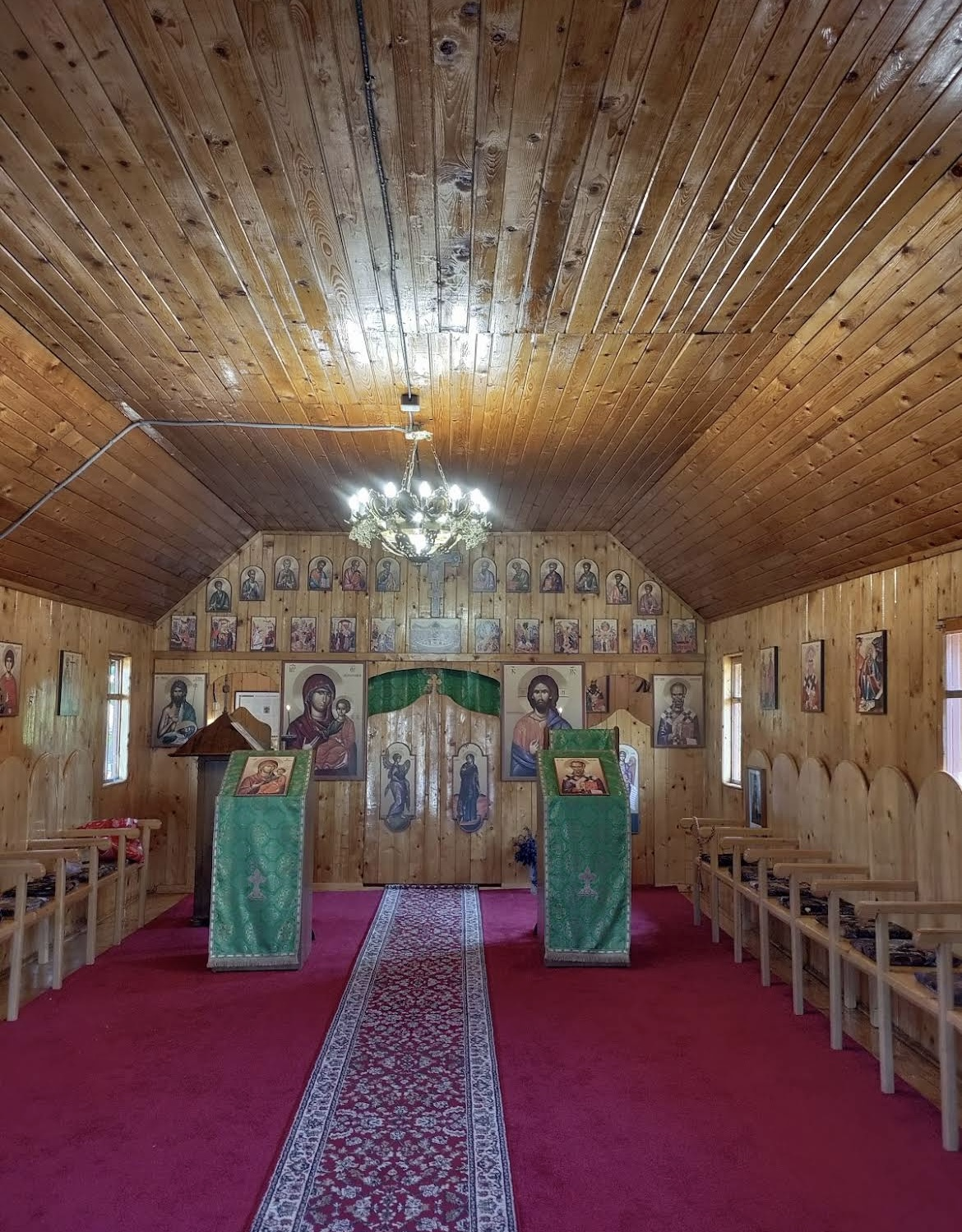
Nava spre iconostas

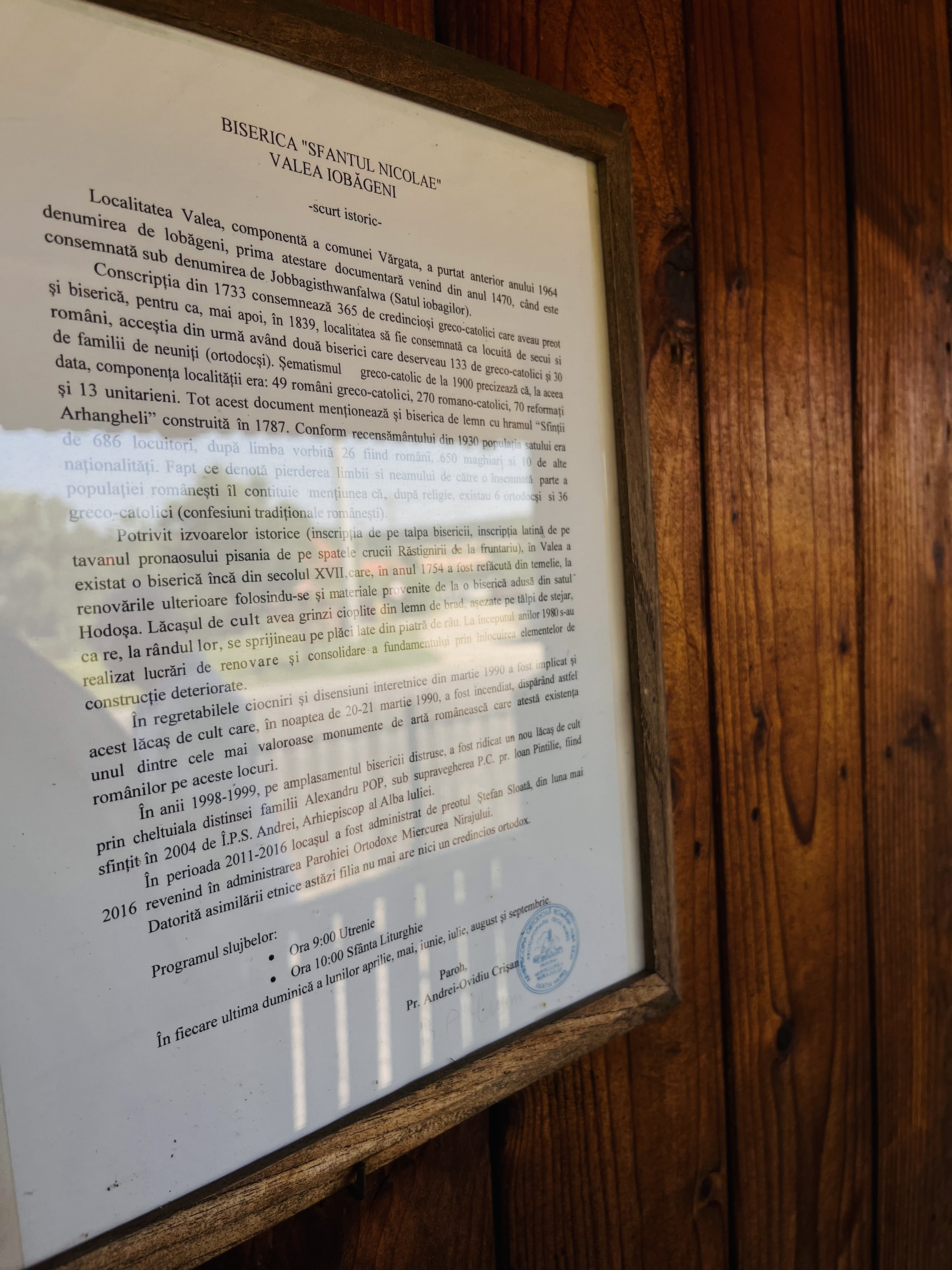
Istoricul bisericii din Valea

Biserica de lemn din Valea, comuna Vărgata, județul Mureș, data din secolul XVII conform inscripțiilor din biserică. Avea hramul „Sfântul Nicolae”. Biserica nu se află pe noua listă a monumentelor istorice, aceasta arzând în 1990.

## Istoric și trăsături
Localitatea Valea, componentă a comunei Vărgata, a purtat anterior anului 1964 denumirea de Iobăgeni, prima atestare documentară venind din anul 1470, când este consemnată sub denumirea de Jobbagisthwanfalwa (Satul iobagilor).
Conscripția din 1733 consemnează 365 de credincioși greco-catolici care aveau preot și biserică, pentru ca, mai apoi, în 1839, localitatea să fie consemnată ca locuită de secui și români, aceștia din urmă având două biserici care deserveau 133 de greco-catolici și 30 de familii de neuniți (ortodocși). Șematismul greco-catolic de la 1900 precizează că, la acea dată, componența localității era: 49 români greco-catolici, 270 romano-catolici, 70 reformați și 13 unitarieni. Tot acest document menționează și biserica de lemn cu hramul Sfinții Arhangheli construită în 1787. Conform recensământul din 1930 populația satului era de 686 locuitori, după limba vorbită 26 fiind români, 650 maghiari și 10 de alte naționalități. Fapt ce denotă pierderea limbii și neamului de căte o însemnată parte a populației românești îl constituie mențiunea că, după religie, existau 6 ortodocși și 36 greco-catolici (confesiuni tradiționale românești).
Potrivit izvoarelor istorice (inscripția de pe talpa bisericii, inscripția latină de pe tavanul pronaosului, pisania de pe spatele crucii Răstignirii de la fruntariu), în Valea a existat o biserică încă din secolul XVII, care, în anul 1754, a fost refăcută din temelie, la renovările ulterioare folosindu-se și materiale provenite de la o biserică adusă din satul Hodoșa. Lăcașul de cult avea grinzi cioplite din lemn de brad, așezate pe tălpi de stejar, care, la rândul lor, se sprijineau pe plăci late din piatră de râu.
La începutul anilor 1980 s-au realizat lucrări de renovare și consolidare a fundamentului prin înlocuirea elementelor de construcție deteriorate. 
În regretabilele ciocniri și disensiuni interetnice din martie 1990 a fost implicat și acest lăcaș de cult care, în noaptea de 20-21 martie 1990, a fost incendiat, dispărând astfel unul dintre cele mai valoroase monumente de artă românească care atestă existența românilor pe aceste locuri.
În anii 1998-1999, pe amplasamentul bisericii distruse, a fost ridicat un nou lăcaș de cult care a fost sfințit în 2004 de Î.P.S. Andrei, Arhiepiscop al Alba Iuliei.